# Hans-Joachim Böhme
Hans-Joachim Böhme, född 10 januari 1909 i Magdeburg, död 31 maj 1960, var en tysk SS-Standartenführer och Regierungsrat. Han ledde bland annat Einsatzkommando Tilsit och senare Einsatzkommando 3, två mobila insatskommandon som under andra världskriget opererade i det av Tyskland ockuperade Baltikum.

## Biografi
Böhme studerade rättsvetenskap vid universiteten i Halle och Rostock. Han avlade sin första statsexamen 1932 och den andra 1936. År 1933 blev han medlem av Nationalsocialistiska tyska arbetarepartiet (NSDAP) och Schutzstaffel (SS). Under senare delen av 1930-talet var han verksam vid Gestapo i Kiel. I oktober 1940 utnämndes han till chef för Gestapo i Tilsit i norra Ostpreussen. Till Böhmes uppgifter hörde att förmedla information från litauiska angivare till Reichssicherheitshauptamt, Nazitysklands säkerhetsministerium, i Berlin.

### Operation Barbarossa
Den 22 juni 1941 anföll Tyskland sin tidigare bundsförvant Sovjetunionen och inledde Operation Barbarossa. Enligt Adolf Hitler innebar kriget mot Sovjetunionen ett ideologiskt förintelsekrig och den ”judisk-bolsjevikiska intelligentian” måste elimineras. Efter de framryckande tyska arméerna följde Einsatzgruppen, mobila insatsgrupper. Chefen för Reichssicherheitshauptamt, Reinhard Heydrich, gav insatsgrupperna i uppdrag att mörda judar, romer, partisaner, politiska kommissarier (så kallade politruker) och andra personer som ansågs hota Tredje rikets säkerhet. Beträffande insatsgruppernas massmord på judar mördades initialt endast män, men i augusti 1941 gav Reichsführer-SS Heinrich Himmler order om att massmordet även skulle inbegripa kvinnor och barn.
Den 24 juni 1941 gav Böhme i samråd med Werner Hersmann, chef för Sicherheitsdienst i Tilsit, order om att 200 judar i gränsstaden Garsden skulle skjutas. Vid ett möte senare samma dag gav befälhavaren för Einsatzgruppe A, Walter Stahlecker, sitt godkännande åt aktionen. Den pluton, som Böhme förfogade över, fick beteckningen Einsatzkommando Tilsit (Insatskommando Tilsit). Från juni till september 1941 mördade insatskommandot omkring 6 000 judar, såväl kvinnor och barn som män, samt sovjetiska partifunktionärer i bland annat Kretinga, Augustów, Palanga, Szweksznie, Tauragė, Jurbarkas, Wladislawa, Smalininkai, Virbalis, Kybartai, Veiviržėnai, Vilkaviškis, Kalvarija, Šilutė, Kulėšai, Batakai, Marijampolė, Pilviškiai, Skaudvilė, Vainutas, Eržvilkas och Šilalė.
Den 2 oktober 1943 efterträdde Böhme Karl Pütz på posten som kommendör för Sicherheitspolizei (Sipo) och Sicherheitsdienst (SD) i Rivne i Rikskommissariatet Ukraina, men han avlöstes redan i slutet av månaden av Bruno Müller. I maj 1944 övertog han från Wilhelm Fuchs befälet över Einsatzkommando 3 och blev samtidigt kommendör för Sicherheitspolizei och Sicherheitsdienst i Litauen. I januari 1945 lämnade han denna befattning och kommenderades till Reichssicherheitshauptamt i Berlin.

### Efter andra världskriget
Efter andra världskriget verkade Böhme bland annat som skatterådgivare och affärsjurist i Karlsruhe. Böhme greps av västtyska myndigheter i augusti 1956 och ställdes 1958 inför rätta inför Landgericht Ulm tillsammans med Werner Hersmann, Bernhard Fischer-Schweder, Pranas Lukys, Werner Kreuzmann, Harm Willms Harms, Franz Behrendt, Gerhard Carsten, Edwin Sakuth och Werner Schmidt-Hammer. I augusti 1958 dömdes Böhme till femton års fängelse för medhjälp till mord i 3 907 fall. Han avled två år senare.